# Milo Ventimiglia
Milo Ventimiglia (8. srpnja 1977., Anaheim, Kalifornija) američki je televizijski glumac.

## Rani život
Milo Ventimiglia, rođen u Anaheimu u Kaliforniji, sin je Carol i Petera Ventimiglije. Njegov otac ima sicilijanske, a majka engleske, irske, škotske, francuske i čeroki korijene. Kao osamnaestogodišnjak, nakon brojnih uloga u školskim predstavama, Milo je dobio stipendiju od neprofitne kazališne kompanije "American Conservatory Theater", za potrebe njihovog ljetnog programa. Prije toga pohađao je srednju školu u Orange Countyju, a u Los Angelesu je upisao sveučilište "UCLA", ali nije diplomirao.

## Karijera
Milo Ventimiglia karijeru je počeo 1997. ulogom gay tinejdžera Jasona u Boys Life 2, filmu koji govori o tome kako preživjeti kao homoseksualac u Americi. Gostovao je i u brojnim poznatim TV serijama, kao što su Princ iz Bel-Aira, CSI: Las Vegas, Sabrina, mala vještica, Zakon i red: Odjel za žrtve i Školske tajne. Imao je i glavnu ulogu u dramskoj seriji FOX TV-a Opposite Sex, za koju je snimljeno osam epizoda. Od 2001. do 2004. igrao je lik Jessa Marianoa u TV seriji Gilmoreice, nakon čega je potpisao ugovor za spin-off radnog naziva Windwarf Circle, no serija nikad nije zaživjela zbog previsokih troškova. U trećoj i posljednjoj sezoni NBC-jeve dramske serije American Dreams utjelovio je lik Chrisa Piercea, buntovnog dečka Meg Pryor, koju je glumila mlađa mu kolegica Brittany Snow. Godine 2003., zajedno s najboljim prijateljem Russom Cundiffom, postaje suvlasnik filmske i televizijske kompanije "Divide Pictures". Za potrebe kampanje "WB Images Campaigns" televizijska mreža "Warner Bros" 2003. i 2004. godine angažirala ga je kao pomoćnog redatelja za reklame popularnih serija kao što su Gilmoreice, Tree Hill, Čarobnice, Smallville i U sedmom nebu. Igrao je i jednu od glavnih uloga (Richard Thorne) u seriji The Bedford Diaries.

Tijekom duže pauze od televizijskog i redateljskog rada imao je sporedne uloge u hororima Prokleti (film) i Ostati živ, potom glavnu uloge u kratkometražnom filmu Intelligence, te komediji Prljava posla. Također je igrao Roberta Balbou, Rockyjevog sina, u posljednjem dijelu filma Rocky Balboa. Paralelno sa snimanjem TV serije Heroji Milo je angažiran i u drugim projektima. Tako se pojavio u spotu pop/R&B pjevačice Fergie, za njezinu pjesmu Big Girls Don't Cry. Rame uz rame sa "čarobnicom" Alyssom Milano imao je glavnu ulogu u trileru Pathology. Nakon rada sa scenaristima Markom Neveldineom i Brianom Taylorom, Milo se pojavio i u njihovom sljedećem filmu Gamer.

## Privatni život
Kako je priznao u razgovoru za magazin „Men's Fitness“, Milo je laktovegetarijanac, ne puši i ne pije. Veliki je obožavatelj britanske rock-grupe The Clash, omiljena mu je knjiga The Long Walk, autora Richarda Bachmana, a u slobodno vrijeme uživa u skateboardingu. Prije nego što je izabran kao glavni glumac u Herojima, živio je s bliskim prijateljima Steveom Barrom i Patrickom Fugitom, koji su ga i zarazili skejtanjem. Blizak je prijatelj s kolegama iz Heroja Kristen Bell i Adrianom Pasdarom, te sa zvijezdom Tree Hilla Sophijom Bush. Tri godine bio je u vezi s Alexis Bledel (Gilmoreice), a potom i s dvije godine mlađom kolegicom iz Heroja Hayden Panettiere, no prekinuli su početkom 2009.

## Filmografija
| Godina | Naslov                | Uloga              | Bilješke                      |
| ------ | --------------------- | ------------------ | ----------------------------- |
| 1996.  | Must Be the Music     | Jason              |                               |
| 1997.  | Boys Life 2           | Jason              | (segment "Must Be the Music") |
| 1999.  | Ona je sve to         | Soccer Player      |                               |
| 1999.  | Speedway Junky        | Travis             |                               |
| 2000.  | Massholes             | Doc                |                               |
| 2001.  | Nice Guys Finish Last | Josh               |                               |
| 2003.  | Winter Break          | Matt Raymand       |                               |
| 2003.  | Blue Poles            | Miles              | Kratkometražni film           |
| 2005.  | Prokleti              | Bo                 |                               |
| 2005.  | Prljava posla         | Zach Harper        |                               |
| 2006.  | Intelligence          | Colin Mathers      |                               |
| 2006.  | Ostati živ            | Loomis Crowley     |                               |
| 2006.  | Rocky Balboa          | Rocky Balboa mlađi |                               |
| 2008.  | Patologija            | Ted Grey           |                               |
| 2009.  | Gamer                 | Rick Rape          |                               |
| 2009.  | Armored               | Eckehart           |                               |
| 2010.  | Order of Chaos        | Rick               |                               |
| 2011.  | The Divide            | Josh               |                               |
| 2012.  | That's My Boy         | Chad               |                               |

| Godina       | Naslov                      | Uloga              | Bilješke                           |
| ------------ | --------------------------- | ------------------ | ---------------------------------- |
| 1995.        | Princ iz Bel-Aira           | Gost na tulumu     | Epizoda: "Bourgie Sings the Blues" |
| 1996.        | Sabrina - mala vještica     | Letterman          | Epizoda: "Terrible Things"         |
| 1996.        | Školsko zvono               | Greg               | Epizoda: "Hospital Blues"          |
| 1997.        | EZ Streets                  | Mladi Quinn        | Epizoda: "A Terrible Beauty"       |
| 1998.        | Brooklyn South              | Johnny Mancuso     | Epizoda: "Hospital Blues"          |
| 1998.        | Kelly Kelly]                | Steve Spencer      | Epizoda: "Bye Bye Baby"            |
| 1998.        | One World                   | Eric               | Epizoda: "Community Service"       |
| 2000.        | Opposite Sex                | Jed Perry          | 8 epizoda                          |
| 2000.        | CSI: Las Vegas              | Bobby Taylor       | Epizoda: "Friends & Lovers"        |
| 2001.– 2006. | Gilmoreice                  | Jess Mariano       | 37 epizoda                         |
| 2003.        | Bostonsko pravo             | Jake Provesserio   | 4 epizode                          |
| 2003.        | Zakon i red: Odjel za žrtve | Lee Healy          | Epizoda: "Escape"                  |
| 2004.– 2005. | American Dreams             | Chris Pierce       | 12 epizoda                         |
| 2006.        | Bedford Diaries             | Richard Thorne III | 8 epizoda                          |
| 2008.        | Robot Chicken               | Green Arrow        | Epizoda: "They Took My Thumbs"     |
| 2006.– 2010. | Heroji                      | Peter Petrelli     | 70 epizoda                         |
| 2011.        | Marvel Anime                | Wolverine          |                                    |

| Godina | Naslov         | Uloga           | Bilješke                     |
| ------ | -------------- | --------------- | ---------------------------- |
| 2011.  | X-Men: Destiny | Grant Alexander | Jedan od protagonista igrice |

| Godina | Naslov                    | Bilješke                       |
| ------ | ------------------------- | ------------------------------ |
| 2007.  | It's a Mall World         |                                |
| 2010.  | Dave Knoll Finds His Soul |                                |
| 2010.  | Ultradome                 | Han Solo protiv Indiane Jonesa |

| Godina | Naslov    | Bilješke |
| ------ | --------- | -------- |
| 2010.  | Ultradome |          |

## Nagrade
| Godina | Nagrada           | Kategorija                          | Film   | Rezultat  |
| ------ | ----------------- | ----------------------------------- | ------ | --------- |
| 2007.  | Teen Choice Award | TV – Choice Actor, Drama            | Heroji | Nominiran |
| 2008.  | Teen Choice Award | TV – Choice Actor, Action Adventure | Heroji | Osvojio   |
| 2009.  | Teen Choice Award | TV – Choice Actor, Action Adventure | Heroji | Nominiran |
| 2009   | Saturn Award      | Best Supporting Actor in Television | Heroji | Nominiran |

## Vanjske poveznice
- Milo Ventimiglia u internetskoj bazi filmova IMDb-u (engl.)